# هاري برادلي
هاري برادلي (بالإنجليزية: Harry Bradley)‏ هو عازف فلوت ‏ أيرلندي، ولد في 1974.

## وصلات خارجية
- هاري برادلي على موقع ميوزك برينز (الإنجليزية)